# Мисирёвский сельский округ
Мисиревский сельский округ — упразднённая административно-территориальная единица, существовавшая на территории Клинского района Московской области в 1994—2006 годах.
Фроловский сельсовет был образован в первые годы советской власти. По данным 1923 года он входил в состав Давыдковской волости Клинского уезда Московской губернии.
В 1926 году Фроловский с/с включал село Фроловское, деревню Никитское, а также хутор бывшей коммуны Заря и Братство.
В 1929 году Фроловский с/с был отнесён к Клинскому району Московского округа Московской области. При этом к нему были присоединены Мисиревский и Покровский с/с.
17 июля 1939 года к Фроловскому с/с было присоединено селение Марфино упразднённого Иевлевского с/с. Одновременно центр Фроловского сельсовета был перенесён в селение Мисирёво, а сам сельсовет переименован в Мисиревский сельсовет
9 мая 1952 года из Мисиревского с/с в Троицкий было передано селение Марфино.
9 июля 1952 года селение Покровка было выделено из Мисеревского с/с в отдельный Покровский с/с.
14 июня 1954 года к Мисиревскому с/с был присоединён Горкинский с/с.
27 августа 1958 года из Мисиревского с/с в Давыдковский были переданы селения Никитское и Фроловское.
1 февраля 1963 года Клинский район был упразднён и Мисиревский с/с вошёл в Солнечногорский сельский район. 11 января 1965 года Мисиревский с/с был возвращён в восстановленный Клинский район.
27 января 1966 года из Давыдковского с/с в Мисиревский были возвращены селения Никитское и Фроловское.
3 июля 1974 года в Мисиревском с/с было упразднено селение Бородино.
3 февраля 1994 года Мисиревский с/с был преобразован в Мисиревский сельский округ.
21 июня 2004 года к Мисиревскому с/с присоединена деревня Покровка, бывшая до этого посёлок городского типа.
В ходе муниципальной реформы 2004—2005 годов Мисиревский сельский округ прекратил своё существование как муниципальная единица. При этом его населённые пункты были переданы в городское поселение Клин.
29 ноября 2006 года Мисиревский сельский округ исключён из учётных данных административно-территориальных и территориальных единиц Московской области.